# Audenshaw
Audenshaw is een plaats in het bestuurlijke gebied Tameside, in het Engelse graafschap Greater Manchester. De plaats telt 12.790 inwoners.

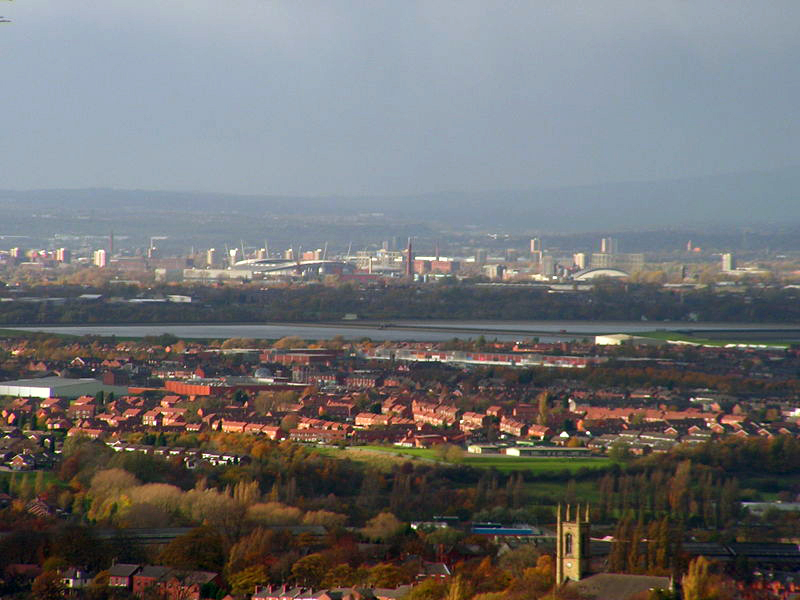
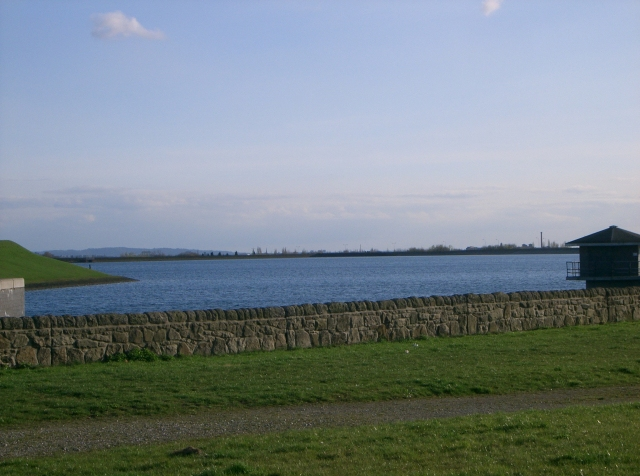
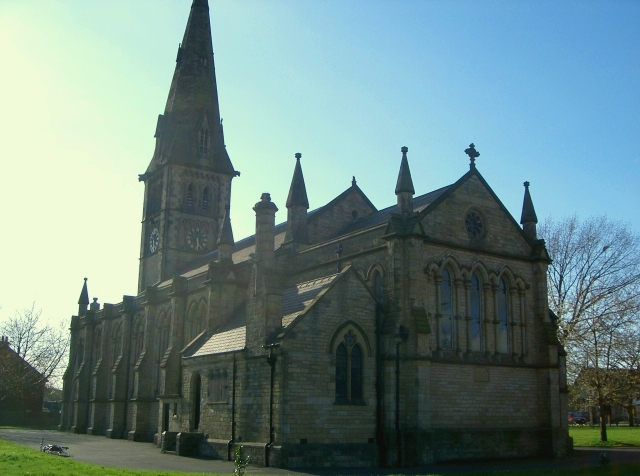